# Yolo (internetterm)
Yolo (uitspraak [ˈjoʊ.loʊ]) is het acroniem voor de Engelstalige uitdrukking you only live once ("je leeft maar één keer"), die vergelijkbaar is met de uitdrukking carpe diem. Er wordt mee bedoeld dat kansen direct aangegrepen moeten worden, ook als dat gevaar oplevert. Vooral de jeugd gebruikt dit woord.
Het acroniem werd eind 2011 bekend doordat het werd gebruikt in de single "The Motto" van de Canadese rapper Drake. Eind 2012 vroeg Drake aan de winkelketens Walgreens en Macy's om hem te betalen voor de door hen verkochte producten waar de term "YOLO" op was afgedrukt.
In het vrij bewerkbare online woordenboek Urban Dictionary werd de afkorting "YOLO" voor het eerst genoemd in 2004.
In 2012 werd het woord in Duitsland gekozen tot Jugendwort des Jahres (jeugdwoord van het jaar). Acteur Zac Efron heeft de term "YOLO" op zijn hand laten tatoeëren.
In 2014 werd het woord verkozen op plek drie van woorden die men nooit meer wilde horen.